# Zirrosis
Zirrosis es un grupo de punk-rock español formado en 1991 en la localidad de Aranda de Duero (Burgos). La banda cumplió en el  2021 treinta años de trayectoria, coincidiendo con la publicación de su octavo disco de estudio, titulado "¡Sobran hijos de p***!".

## Trayectoria
Zirrosis comenzó su andadura en Aranda de Duero (Burgos) a principios del año 1991. El grupo fue fundado por cuatro amigos con una clara idea: hacer un grupo de música punk-rock. 
Los componentes iniciales eran Blas Gil Cuevas, "Blas" (Voz y guitarra), Miguel Ángel López González "Míguel" (Guitarra y voces), Raúl Martínez Montes "Rule" (Bajo)  y Rodolfo De Diego Velasco "Ropecho" (Batería).
Después de una etapa de aprendizaje el grupo edita en 1992 su primera maqueta titulada "Víctimas", con la que comienzan tocando no muy lejos de su lugar de origen, hasta que posteriormente deciden lanzarse a probar suerte en el mundo de la música. En el año 1995 se produce el primer cambio de formación en la banda: el batería "Ropecho" abandona el grupo y es sustituido por José Caballero Molinos "Josito".
A principios de 1996, el grupo empieza a trabajar en el que fue su primer álbum titulado "Que no nos cierren los bares", el cual  finalmente ve la luz en enero de 1997 con el sello discográfico de Pamplona GOR. Este trabajo fue grabado en los estudios SHOT! de Mondragón por Inaki Bengoa, y cuenta con importantes colaboraciones, como la voz de Rober (Porretas) en el tema "No hay salida".
A raíz de la edición de este disco el grupo empieza a incrementar sus conciertos por todo el país, especialmente por el País Vasco,[cita requerida] y comienza a participar en importantes festivales nacionales.
En enero de 1998 la banda sufre la marcha de otro componente: el bajista "Rule" decide dejar el grupo y entra a sustituirle José Antonio Rodríguez Toledo "Montañes", bajista que en la actualidad continúa tocando con la agrupación.
Ya en 1999, fichan por el sello Discos Suicidas para editar su segundo trabajo bajo el título de "Kaña a los que nos quieren pisar". Este segundo disco contiene once temas con una música contundente y en los que la letra sigue jugando un importante papel. El álbum cuenta con las colaboraciones de Evaristo (La Polla) en la canción "Preciosa", y África (Etsaiak) en "Mente Irracional".
Este disco se grabó y mezcló en los estudios Lorentzo Records de Berriz (Vizcaya). Cabe destacar que produjo un paso muy grande para el grupo, dada la gran aceptación que tuvo en el mercado.
Ya en el año 2001 el grupo se pone a trabajar en un proyecto para sacar a la calle su tercer trabajo, el cual fue editado esta vez por el sello Tintorrock Producciones. Así, en agosto de 2001 el grupo se desplazó de nuevo hasta los estudios Lorentzo Records de Berriz para dar forma a su tercer disco, que se publicó en octubre de 2001 con el nombre de "Cosas ke no arrastre el viento". El álbum sigue la misma línea que los anteriores, pero presenta un sonido mucho más definido y cuidado tanto en lo musical como en las letras.
Este tercer disco cuenta con la producción conjunta de Zirrosis y Aitor Ariño, e incorpora nuevamente colaboraciones de todo tipo como la de Fernando (Reincidentes) y Evaristo (La Polla) de nuevo. Todo esto  se ve plasmado en un total de doce temas con calidad muy mejorada, y en una pista de CD-ROM con imágenes de la grabación que el grupo incluye por primera vez.
El grupo sigue con su actividad en directo difundiendo este disco por todo el Estado, lo cual se realizó durante casi dos años. En septiembre de 2003 hay un cambio de batería en la formación, ya que "Josito" se retira de la banda para dedicarse a otros proyectos. Su lugar fue ocupado por el baterista Roberto Hernando García "Nandis" en enero de 2004. Este acontecimiento obliga al grupo a hacer un paréntesis hasta junio de 2004, cuando la banda vuelve a la carga en directo.
Tras varios años sin publicar ningún disco de estudio, el 20 de febrero de 2008 Zirrosis da a conocer su quinto álbum, titulado "Seguir tragando... sin atragantarse". 
En este trabajo se ve una clara evolución musical, sin desprenderse del compromiso social característico del grupo. Lleva como bonus track el tema "Nos engañan", que la banda grabó para el disco "Tributo a Parabellum" en colaboración con El Drogas y Alfredo de Barricada.
Tres años más tarde, y tras 20 años de actividad a sus espaldas, el grupo publica en 2011 su quinto disco titulado "Don Dinero", el cual vio la luz en diciembre de ese año. Este disco está formado por 12 temas, y cuenta con las colaboraciones de Kutxi (Marea), Pajarillo (Porretas) y Brigi (Koma).
El 22 de junio de 2013, se publica el nuevo lanzamiento discográfico de la banda con el nombre de "...Sángrame un poco más". Se trata de un EP formado por 6 canciones, en el que colaboran Juankar de Boikot y miembros de Porretas, en homenaje al fallecido Rober. En este álbum podemos encontrar cuatro composiciones nuevas y dos adaptaciones de poemas de Miguel Hernández.
La banda continúa dando conciertos de forma esporádica por su tierra y alrededores, participando en diversos festivales como la Concentración Motera Dos Leones, TachuRock, Tajadak Rock o Segorock. A principios de 2018 se dan a conocer nuevas incorporaciones al grupo, con la entrada de Javier Pascual Ramirez "Pascu" a la guitarra y Francisco J. Rodriguez Núñez "Francis" a la trompeta, centrándose Blas únicamente en la voz. 
Llega el año 2019 y la banda anuncia la grabación de su primer disco en directo en el festival Segorock, compartiendo cartel con viejos conocidos de la escena como Reincidentes, Boikot o Gatillazo. Dicha grabación tuvo lugar el 1 de junio de 2019, y quedó registrada en el álbum "Directo al hígado", publicado el 21 de febrero de 2020 en formato CD+DVD a través del sello Rock Estatal Records. El diseño de la portada corrió a cargo de Azagra, y cuenta con diversas colaboraciones, como viene siendo habitual en los anteriores trabajos de la banda. La banda anunció una gira de presentación álbum, que tuvo que ser aplazada repentinamente por la pandemia del coronavirus.
El día 5 de junio de 2020 se anuncia que el batería Nandis deja la banda por motivos personales después de 16 años formando parte del grupo. Su lugar es ocupado por Juan Pedro Benito Delgado "Juampe", que ya había colaborado con la banda previamente. Pocos meses después, la banda regresa a los estudios en enero de 2021 para grabar un nuevo álbum con 11 canciones bajo el título de "¡Sobran hijos de p***!", que será publicado el 12 de marzo nuevamente a través del sello Rock Estatal Records.
El 28 de abril de 2023 Zirrosis saca a la luz su noveno disco con el título "Canciones Robadas", se trata de un disco con 11 temas de otros artistas, versionados con su estilo, el disco se grabó en los estudios Neo Music Box de Castrillo de la vega (Burgos) y fue masterizado en Mastering Mansión. El disco sale al mercado bajo el sello Arte de Lata Records.

## Discografía
- Que no nos cierren los bares (1997)
- Kaña a los que nos quieren pisar (1999)
- Cosas ke no arrastre el viento (2001)
- Seguir tragando... sin atragantarse (2008)
- Don Dinero (2011)
- ...Sángrame un poco más (2013)
- Directo al hígado (2020)
- ¡Sobran hijos de p***! (2021)
- Canciones Robadas (2023)

## Componentes
| Componentes actuales - Blas Gil Cuevas "Blas" - voz (1991–presente), guitarra (1991–2018) - Miguel Ángel López "Miguel" - guitarra (1991–presente) - Javier Pascual "Pascu" - guitarra (2018–presente) - Francis Rodríguez "Francis" - trompeta (2018–presente) - José A. Rodríguez "Montañés" - bajo (1998–presente) - Juan Pedro Benito "Juampe" - batería (2020–presente) | Componentes pasados - Raúl Martínez "Rule" - bajo (1991–1998) - Rodolfo de Diego "Ropecho" - batería (1991–1995) - José Luis Caballero "Josito" - batería (1995–2003) - Roberto Hernando "Nandis" - batería (2004–2020) |

Cronología